# جيمس مارتن (لاعب كرة قدم بريطاني)
جيمس مارتن (بالإنجليزية: James Martin)‏ هو لاعب كرة قدم بريطاني في مركز ظهير ‏، ولد في 23 يونيو 1998 في واشنطن ‏ في المملكة المتحدة. لعب مع نادي هارتلبول يونايتد.